# سيليا شاشيتش
سيليا شاشيتش (بالكرواتية: Célia Šašić) وإسمها الحقيقي سيسيليا أوكويينو دا مبابي (بالألمانية: Célia Šašić)‏ هي لاعبة كرة قدم ألمانية في مركز الهجوم من أصل كاميروني فرنسي ولدت في يوم 27 يونيو 1988 في مدينة بون في ألمانيا الغربية، لعبت مع أندية إس سي سي فرانكفورت وباد نوينار، كما بدأت باللعب مع منتخب ألمانيا لكرة القدم للسيدات في 111 مباراة دولية وسجلت 63 هدف قبل أن تعتزل في سنة 2015. سيليا ولدت لأب كاميروني وأم فرنسية الأصل وفي سنة 2013 تزوجت من لاعب كرة القدم الكرواتي ماركو شاشيتش لتبدل إسمها إلى سيليا شاشيتش، وولدت أول طفلة لها في سنة 2016 بعد اعتزالها للعب.

## روابط خارجية
- سيليا شاشيتش على موقع IMDb (الإنجليزية)

- سيليا شاشيتش على موقع الاتحاد الدولي (مؤرشف)  (الإنجليزية)
- سيليا شاشيتش على موقع الاتحاد الأوربي (الإنجليزية)
- سيليا شاشيتش على موقع قاعدة بيانات كرة القدم.إي يو (الإنجليزية)
- سيليا شاشيتش على موقع Soccerway.com (الإنجليزية)
- سيليا شاشيتش على موقع عالم كرة القدم.نت (الإنجليزية)
- سيليا شاشيتش على موقع أوليمبيديا (الإنجليزية)